# Alfredo Saldívar
Alfredo Saldívar Medina (Ciudad de México, 9 de febrero de 1990) es un futbolista mexicano. Se desempeña en la posición de portero y actualmente se encuentra como jugador libre.

## Trayectoria
Su debut en Primera División fue en el partido de Jornada 4 Monterrey 5-2 UNAM, del Apertura 2010. Entró de cambio por el lesionado Sergio Bernal, quien se retiró al final de esa campaña.
Desde la partida de Alejandro Palacios en julio de 2017, Saldívar se convirtió en el portero titular de la UNAM. 
A mediados del año 2020 se dio su transferencia al Deportivo Toluca F. C. como intercambio por el portero Alfredo Talavera. Rescindió su contrato con la institución mexiquense por bajo rendimiento el 1 de febrero de 2022, desde entonces se encuentra sin club y se le ha visto trabajar en obras de construcción de la Ciudad de México.

## Clubes
| Club                      | País   | Año         |
| ------------------------- | ------ | ----------- |
| Club Universidad Nacional | México | 2010 - 2020 |
| Deportivo Toluca          | México | 2020 - 2021 |

## Estadísticas
Actualizado al último partido jugado el 18 de agosto de 2021.
| UNAM · México                       |               |               |     |    |    |   |   |    |     |   |
| 1ª                                  | 2010-11       | 1             | 0   | -  | -  | - | - | 1  | 0   |   |
| 1ª                                  | 2011-12       | 0             | 0   | 0  | 0  | - | - | 0  | 0   |   |
| 1ª                                  | 2012-13       | 0             | 0   | 12 | 0  | - | - | 12 | 0   |   |
| 1ª                                  | 2013-14       | 0             | 0   | 10 | 0  | - | - | 10 | 0   |   |
| 1ª                                  | 2014-15       | 24            | 0   | 6  | 0  | - | - | 30 | 0   |   |
| 1ª                                  | 2015-16       | 6             | 0   | 2  | 0  | - | - | 8  | 0   |   |
| 1ª                                  | 2016-17       | 12            | 0   | 0  | 0  | - | - | 12 | 0   |   |
| 1ª                                  | 2017-18       | 36            | 0   | 1  | 0  | - | - | 37 | 0   |   |
| 1ª                                  | 2018-19       | 38            | 0   | 3  | 0  | - | - | 41 | 0   |   |
| 1ª                                  | 2019-20       | 28            | 0   | 0  | 0  | - | - | 28 | 0   |   |
| Total club                          | Total club    | Total club    | 145 | 0  | 35 | 0 | 0 | 0  | 180 | 0 |
| D. Toluca · México                  |               |               |     |    |    |   |   |    |     |   |
| 1ª                                  | 2020-21       | 5             | 0   | -  | -  | - | - | 5  | 0   |   |
| 1ª                                  | 2021-22       | 2             | 0   | -  | -  | - | - | 2  | 0   |   |
| Total club                          | Total club    | Total club    | 7   | 0  | 0  | 0 | 0 | 0  | 7   | 0 |
| Total carrera                       | Total carrera | Total carrera | 152 | 0  | 35 | 0 | 0 | 0  | 187 | 0 |
| (1)Incluye datos de la Copa México. |               |               |     |    |    |   |   |    |     |   |

## Palmarés
| Título           | Club | País   | Año  |
| ---------------- | ---- | ------ | ---- |
| Primera División | UNAM | México | 2011 |